# Breskens
Breskens es una localidad portuaria del municipio de Esclusa, en la provincia de Zelanda (Países Bajos). Está situada en la ribera oeste del estuario del río Escalda. Un ferry la conecta con Flesinga. 
Posee el faro de hierro fundido más antiguo de los Países Bajos, terminado en 1867. Está considerado como monumento desde 1982.

## Historia
Breskens se fundó en 1510, después de un proceso de drenaje en el estuario del Escalda ordenado por Maximiliano I de Habsburgo en 1487.
El 11 de septiembre de 1944 los Aliados bombardearon la población, por lo que queda muy poco de su centro histórico. Después de la guerra Breskens se reedificó, convirtiéndose en un centro importante de la industria pesquera holandesa y del comercio marítimo. Tal industria decayó en la década de 1990, cuando el turismo se revela como motor económico local, construyéndose bloques de apartamento en la franja costera.
En 2003 se incorporó al municipio de Oostburg.

## Fiestas
- Visserijfeesten: Relacionada con la pesca, considerada el mayor festival del país.